# Константин Стоїлов
Константин Стоїлов Константинов (5 жовтня 1853, Пловдив — 5 квітня 1901) — болгарський політичний діяч, один з керівників Консервативної партії, засновник Народної партії. Керівник міністерства правосуддя, закордонних, внутрішніх справ, фінансів. Двічі обіймав посаду Прем'єр-міністра Болгарії.

## Біографія
Народився 5 жовтня 1853 року в Пловдиві. Навчався в «Роберт коледжі» (Стамбул). Вивчав право в Гейдельберзькому університеті, де здобув докторський ступінь. У 1878—1879 роках був суддею в містах Пловдив і Софія. Керував політичним кабінетом (1880–1883) князя Олександра Батенберга й підтримав скасування Тирновської конституції.
З 1884 року — член Болгарського літературного товариства.
Під час Сербсько-болгарської війни 1885 року командував кавалерійським взводом. Був нагороджений орденом «За хоробрість» IV ступеня.
Після перевороту проти Олександра Батенберга в серпні 1886 року підтримав Стефана Стамболова й контрпереворот. Після зречення Батенберга від болгарського трону, входив до складу делегації, відрядженої до Європи для пошуку нового князя.
У 1886–1888 роках займав пости міністра в урядах Петко Каравелова й Васила Радославова. 1887 року очолив уряд. Міністр правосуддя в кабінеті Стамболова. 1888 року пішов в опозицію. Після усунення Стамболова й перемоги Народної партії (створена Стоїловим) на виборах 1894 року знову став прем'єр-міністром (1894–1899). З його врядуванням пов'язаний економічний підйом в Болгарії, який розпочався за часів правління Стамболова.
Константин Стоїлов помер від пневмонії 5 квітня 1901 року. Похований в Софії 7 квітня 1901 року.

## Родина
Константин Стоїлов був одружений з Христиною Типчилештовою (31 березня 1888). Діти: Стоїл, Христо, Петко, Марія та Борис.